# Уђано ла Кјеза
Уђано ла Кјеза (итал. Uggiano la Chiesa) је насеље у Италији у округу Лече, региону Апулија.
Према процени из 2011. у насељу је живело 3294 становника. Насеље се налази на надморској висини од 81 м.

## Географија
| Клима (Уђано ла Кјеза)     | Клима (Уђано ла Кјеза) | Клима (Уђано ла Кјеза) | Клима (Уђано ла Кјеза) | Клима (Уђано ла Кјеза) | Клима (Уђано ла Кјеза) | Клима (Уђано ла Кјеза) | Клима (Уђано ла Кјеза) | Клима (Уђано ла Кјеза) | Клима (Уђано ла Кјеза) | Клима (Уђано ла Кјеза) | Клима (Уђано ла Кјеза) | Клима (Уђано ла Кјеза) | Клима (Уђано ла Кјеза) |
| Показатељ \ Месец          | .Јан.                  | .Феб.                  | .Мар.                  | .Апр.                  | .Мај.                  | .Јун.                  | .Јул.                  | .Авг.                  | .Сеп.                  | .Окт.                  | .Нов.                  | .Дец.                  | .Год.                  |
| -------------------------- | ---------------------- | ---------------------- | ---------------------- | ---------------------- | ---------------------- | ---------------------- | ---------------------- | ---------------------- | ---------------------- | ---------------------- | ---------------------- | ---------------------- | ---------------------- |
| Средњи максимум, °C (°F)   | 12,4 (54,3)            | 13,0 (55,4)            | 14,8 (58,6)            | 18,1 (64,6)            | 22,6 (72,7)            | 27,0 (80,6)            | 29,8 (85,6)            | 30,0 (86)              | 26,4 (79,5)            | 21,7 (71,1)            | 17,4 (63,3)            | 14,1 (57,4)            | 30 (86)                |
| Средњи минимум, °C (°F)    | 5,6 (42,1)             | 5,8 (42,4)             | 7,3 (45,1)             | 9,6 (49,3)             | 13,3 (55,9)            | 17,2 (63)              | 19,8 (67,6)            | 20,1 (68,2)            | 17,4 (63,3)            | 13,7 (56,7)            | 10,1 (50,2)            | 7,3 (45,1)             | 5,6 (42,1)             |
| Количина падавина, mm (in) | 80 (31,5)              | 60 (23,6)              | 70 (27,6)              | 40 (15,7)              | 29 (11,4)              | 21 (8,3)               | 14 (5,5)               | 21 (8,3)               | 53 (20,9)              | 96 (37,8)              | 109 (42,9)             | 83 (32,7)              | 676 (266,2)            |
| [ тражи се извор ]         |                        |                        |                        |                        |                        |                        |                        |                        |                        |                        |                        |                        |                        |

## Становништво
| 1936. | 1951. | 1961. | 1971. | 1981. | 1991. | 2001. | 2011. |
| ----- | ----- | ----- | ----- | ----- | ----- | ----- | ----- |
| 3.764 | 4.200 | 4.376 | 4.335 | 4.384 | 4.454 | 4.341 | 4.479 |